# Eoarhaic
Este sub-era care face parte din epoca Arhaică (4000 milioane de ani în urmă - 2500 milioane de ani în urmă). Aceasta are o durată de 300 de milioane de ani. În această perioadă apar primele forme de viață (3800 de milioane de ani în urmă), cianobacteriile, dar viața pluricelulară nu va exista decât după 2,8 miliarde de ani (din datele cunoscute).